# Psophocarpus lancifolius
Psophocarpus lancifolius là một loài thực vật có hoa trong họ Đậu. Loài này được Harms miêu tả khoa học đầu tiên.
Psophocarpus lancifolius là một loài cây leo lâu năm

## Phạm vi
Psophocarpus lancifolius sinh sống tại Vùng nhiệt đới Châu Phi, Ethiopia, Cộng hòa Dân chủ Congo, Kenya tới Zambia và Malawi tới Zimbabwe .